# 忘れらんねえよ
忘れらんねえよ（わすれらんねえよ）は、日本のバンド。2008年12月結成。2018年5月に正式メンバーがボーカルの柴田隆浩のみになったため、現在は実質柴田のソロプロジェクトである。

## メンバー
柴田隆浩（しばた たかひろ、1981年7月26日 -）（43歳）
ボーカル、ギター担当。ほとんどの曲の作詞・作曲も手がける。 熊本県熊本市出身。熊本県立熊本高等学校、早稲田大学卒業。
柴犬を溺愛しており、CDジャケットやグッズに柴犬がたびたび採用される。一緒に暮らしている愛犬のみみちゃんはチワプー。
自炊にはまっており、自身のInstagramに写真がアップされている。
LEGO BIG MORLのタナカヒロキとのアコースティック・デュオ、タカヒロキでも演奏している。
アニメーション作家の「しばたたかひろ」は別人。

### 元メンバー
梅津拓也（うめつ たくや）
ベース担当。山形県長井市出身。作曲、編曲も行う。Rickenbacker 4001&4003SとMarshall Super Bassを使用。
2018年5月1日、Zepp Tokyoでのワンマンライブ「サンキュー梅ックス」をもって、「このバンドでやれることはやりきった」とバンドを脱退。
忘れらんねえよのサポートドラマーだったマシータとともに新バンドGod bless youを結成するが数か月で脱退し、現在は新たなバンドHOT CAKEで活動している。
酒田耕慈（さかた こうじ）
ドラム、祈り、薪割り担当。ライブ前には緊張をほぐすため、酒田は楽屋で、ロウソクを灯して1人成功を祈る。バンドの打ち上げでは薪割りを担当。
2015年5月10日のドミノ倒し打ち上げ中に行ったニコ生アンケートで92.3％の支持を得て薪田に改名とされたが、公式サイトでは酒田のままであった。
2015年7月より活動を休止していたが、11月3日に脱退が告知された。柴田の小説『ばかもののすべて』では、音楽性の違いなどから関係が悪化したことが示唆されている。
脱退後のベスト盤に新たに収録された「別れの歌」は酒田に向けて歌ったものだと言われている。

## 概要
バンド名の由来は特になく、「なんとなく、次バンドを組んだら『忘れらんねえよ』にしようと思っていた」。
菅田将暉、間宮祥太朗、西野亮廣（キングコング）、萩原聖人、中山美穂、鬼龍院翔（ゴールデンボンバー）、武井咲等、著名人のファンが多く、菅田将暉は「なんでこんなに僕の気持ちばっかり歌うんですか!ストーカーしてますよね?」とコメントしている。
自身が敬愛してやまない先輩・友達・後輩を招いて行われる2マンイベント「ツレ伝ツアー」をたびたび行っている。SPACE SHOWER TV主催の「列伝ツアー」とは無関係であるが、「列伝ツアー」にインスパイアされた命名であるため許可をもらっている。
口癖が「SEX」で、「サンキューセックス」、「ナイスセックス」、「ファイナルセックス」、「セックスインザスカイ」などライブ中ことあるごとに「SEX」と口にする。
日本最大の年越しフェス、COUNTDOWN JAPANには2012-2020年まで毎年呼ばれていたが、コロナで開催中止・縮小開催以降は呼ばれなくなったので、2022年12月28日～31日の4日間に渡って行われるCDJ2223（COUNTDOWN JAPAN 2022-2023）の期間中、一人でこもってCDJ222324-ちょっと どっかに行って 10曲?いや 22曲?いや 23曲?いや 24曲作るまで家に帰りません。-を開催。都内スタジオに監禁された柴田が新曲を24曲作るまで帰宅せず、Twitterで進捗と新曲を随時発表した。当初予定していた28日からの4日間では24曲を作りきることができず、スタジオで年越ししてそのまま新年も作曲を続けた。予約していた熊本への帰省便をぶっちした1日の夜に24曲完成。
日本最大の野外フェス、ROCK IN JAPAN FESTIVALには2013年～2020年まで毎年呼ばれていたが、コロナで開催中止・縮小開催になって以降は呼ばれなくなったので、2022年8月6日・7日・11日・12日・13日の5日間に渡って行われるロック・イン・ジャパンの期間中、一人で計55時間に及ぶ長時間の生配信ボッチ・イン・ジャパンを開催。ROCK IN JAPAN FESTIVALは5日目が台風で中止となったが、ボッチ・イン・ジャパンは屋内配信なので完走した。

## 来歴
- 2008年、当時サラリーマン6年目の柴田がチャットモンチーの「ハナノユメ」の動画を見て「バンドやろう」と思い立ち、梅津に電話をかけたことからスタート。ドラムを探していたところ、先輩から「あるバンドを下手すぎてクビになったドラマーがいる」と紹介を受け酒田が加入[6]。その後、東京都内のライブハウスを中心に活動を行う。
- 2010年、『rockin'on』の新人コンテスト「RO69JACK09/10」で入賞。同年10月6日『rockin'on』発売のコンピレーションCD『JACKMAN RECORDS COMPILATION ALBUM vol.2 『RO69JACK 09/10』』に「ドストエフスキーを読んだと嘘をついた」で参加。
- 2011年
  - 4月、「Cから始まるABC」が日本テレビ系アニメ『逆境無頼カイジ 破戒録篇』のエンディングテーマに起用される。その後、着うた、iTunesなどにてダウンロード配信される。
  - 8月24日、「Cから始まるABC」のダウンロード配信が「思ったよりいった」として、同曲をバンド1枚目のシングルとしてリリース。ただし、配信されたバージョンとは異なる「ちょっと興奮してしまったバージョン」として収録。
  - 9月、渋谷屋根裏にてレコ発ワンマンライブ（持ち曲が足りずゲストに井乃頭蓄音団を入れたので実質2マンライブ）「慶応ボーイになりたい」を行う。
  - 10月、JACCSカード「あなたの夢に応援歌」キャンペーンの10月バンドに決定し、キャンペーンサイトにて書き下ろし曲「この街には君がいない」のPVが公開。
  - 12月21日、2枚目のシングル「僕らチェンジザワールド」発売。PVには『逆境無頼カイジ 破戒録篇』で縁のある萩原聖人が出演。24日には渋谷屋根裏にてレコ発ライブ「俺たちはクリスマスなど意識していない」を行う。
- 2012年
  - 3月7日、1枚目のアルバム『忘れらんねえよ』発売。初回生産分には抽選で、忘れらんねえよオリジナルTENGA、初ライブのDVD、特性バンドスコアなどが当たる応募券が付属した。また、タワーレコードなど一部店舗では店舗特典として「ボーカル・ギター クソ柴田のボツ曲詰め合わせCD」が付属した。
  - 8月19日、SUMMER SONIC2012のSIDE-SHOW MESSEで開催されたエアバンドの世界大会「Air Band World Championship 2012 -Episode 0-」に出演し、初代チャンピオンとなる[7]。
- 2013年8月、アルバイト情報サイト「マイナビバイト」のCMソングを担当。
- 2015年
  - 5月10日、ボーカル柴田が静岡・浜松の廃校に8日間カンヅメになり、日本記録となる6万個のドミノ倒しにチャレンジし見事日本記録を達成した。
  - 7月10日、ブリッツでワンマンライブ。酒田に代わり、サポートドラマーとしてマシータが入る。11月に酒田の脱退が発表される。
- 2016年8月、ロック・イン・ジャパンから、サポートギタリストとしてLEGO BIG MORLのタナカヒロキが入る。
- 2017年
  - 4月2日、日比谷野外大音楽堂にて初のワンマンライブ「ワンワン！ワンマン！野音でワオーン！」を開催。ソールドアウトとなる。
  - 9月26日より「ツレ伝ツアー2017」が下北沢近松よりスタート、ファイナルは六本木EX THEATER。ツレは04 Limited Sazabys、SUPER BEAVER、爆弾ジョニー、リーガルリリー、打首獄門同好会等。サポートギターはタナカヒロキ（LEGO BIG MORL）、サポートドラムはマシータ(ex.BEAT CRUSADERS)。
- 2018年5月1日、Zepp Tokyoで、忘れらんねえよ10周年＆梅津卒業ワンマンライブ「サンキュー梅ックス」で、オリジナルメンバーの梅津が脱退。梅津の脱退に合わせて、マシータ、タナカヒロキのサポート体制も解散。以降、忘れらんねえよは柴田のソロプロジェクトになる。サポートメンバーは、ロマンチック☆安田(Gt.Key/ 爆弾ジョニー)、イガラシ(Ba/ ヒトリエ)、タイチサンダー(Dr/爆弾ジョニー)の体制が多い。ベースに長谷川プリティ敬祐（go!go!vanillas）、ギターにカニユウヤ（突然少年）が入ることもある。
- 2019年12月25日、ソロになってからの初アルバム『週刊青春』の発売にあたり、受注限定生産で自伝小説『ばかもののすべて』を含む柴田責任編集BOOKを制作。
- 2023年
  - 1月12日、「CからはじまるABC」Music Video100万回再生突破を記念して「MV100万回再生記念CからはじまるABCしかやらないワンマン」を開催。「無音で脳内再生」を含めて、さまざまなバージョンで「CからはじまるABC」だけを延々と15曲＋アンコールの回数くりかえした。
  - 5月14日、「この高鳴りをなんと呼ぶ」Music Video100万回再生突破を記念して、生配信で11時間半かけて同曲を100回連続で歌う「THE 100 TAKE」を開催。「一発撮りで、音楽と向き合う。」をテーマにしたYouTubeチャンネルの「ザ・ファースト・テイク」をもじって「ザ・ヒャク・テイク」と題した。
  - 9月15～17日、「俺よ届け」Music Video100万回再生突破を記念して、3日間かけて箱根から東京まで100kmを走って（歩いて）から同曲を歌う「THE 100km TAKE」を開催。

## ディスコグラフィー

### 配信リリースシングル
|      | 発売日         | タイトル                         | 備考                                                                |
| ---- | -------------- | -------------------------------- | ------------------------------------------------------------------- |
| 1st  | 2020年11月2日  | 歌詞書けな過ぎて、朝             | メ～テレドラマ『ヴィレヴァン！２～七人のお侍編～』主題歌            |
| 2nd  | 2021年8月11日  | これだから最近の若者は最高なんだ | アコムCMソング                                                      |
| 3rd  | 2021年10月6日  | 夢にでてくんな                   |                                                                     |
| 4th  | 2022年9月5日   | アイラブ言う                     |                                                                     |
| 5th  | 2023年4月21日  | 知ってら                         | テレ東ドラマ『シガテラ』EDテーマ                                    |
| 6th  | 2023年5月26日  | 俺にやさしく                     | 新曲10連続リリース1曲目 、CDJ222324                                 |
| 7th  | 2023年6月9日   | お前の話は聞いていない           | 新曲10連続リリース2曲目 、CDJ222324「お前の話は聞いてない」改題     |
| 8th  | 2023年7月7日   | いいから                         | 新曲10連続リリース3曲目 、CDJ222324「行けたら行くって君は言う」改題 |
| 9th  | 2023年7月21日  | 2時間なんもしなかった            | 新曲10連続リリース4曲目 、CDJ222324                                 |
| 10th | 2023年8月18日  | プロポーズ                       | 新曲10連続リリース5曲目 、ビバJJ「俺の果て」改題                    |
| 11th | 2023年9月1日   | いやがらせのうた                 | 新曲10連続リリース6曲目 、ビバJJ「いやがらせのメロディ」改題        |
| 12th | 2023年9月22日  | 悲しみよ歌になれ                 | 新曲10連続リリース7曲目 、楽曲提供「この日々よ歌になれ」改題        |
| 13th | 2023年10月9日  | 音楽と人                         | 新曲10連続リリース8曲目 、CDJ222324                                 |
| 14th | 2023年11月3日  | 君の音                           | 新曲10連続リリース9曲目 、CDJ222324                                 |
| 15th | 2023年11月24日 | 犬人間                           | 新曲10連続リリース10曲目、ビバJJ                                    |

### ボツ曲
- Happy birthday! とはいえ俺は誕生会に呼ばれていない（「夜間飛行」の原曲）
  - シングル「僕らチェンジザワールド」に封入された応募券で、この曲の弾き語りデモCD-Rが抽選で69名にプレゼントされた。
- ボーカル・ギター クソ柴田のボツ曲詰め合わせCD
  - アルバム「忘れらんねえよ」のタワーレコード購入特典。

1. 俺は金を借りてないような気がする
2. 体内ラブ 〜大腸と小腸の恋〜
3. お前の乳首に噛み付きたい（おしぼりを巻き寿司のイメージで食った）
4. 運動ができないキミへ
5. 月に代わってお仕置きしてくれないか
6. 戦って勝って来い

※後に、2と4は「あの娘のメルアド予想する」に、3と6は「僕らパンクロックで生きていくんだ」に収録。

### 未音源化曲
- 愛の標
- ピスタチオ・オレンジ
- パニック
- 君にコンコチコン
- 月から
- ザクとワイルド
- ひまわりのたね
- 鳥　in the SKY
- ぼくらの居場所(柴田ソロ。WOWOWテレビドラマ「平成猿蟹合戦図」挿入歌)

### CDJ222324作成曲
1. お前の話は聞いてない
2. 2時間なんもしなかった
3. また酔って君に説教してしまった
4. センチメンタル厨二ー
5. 俺にやさしく
6. 殴ろう
7. だだだだ
8. ああすてき
9. 行けたら行くって君は言う（「いいから」に改題）
10. 君の音
11. 消えてしまう
12. 僕の童貞を君に捧ぐ
13. 大して好かれちゃいなかった
14. 未読を超えてゆけ
15. すごいちから
16. 裸の俺を愛してよ
17. 酒クズのメロディ
18. 松屋テーマソング
19. 松屋が好きだ
20. M
21. 音楽と人
22. ずっといてえが
23. その悲しさには意味があるかもよ
24. やさしいうたを

※後に、1,2,5,9,10,21は配信シングルとしてリリース後、アルバム『今も忘れらんねえよ』に収録。

### 楽曲提供
- ピンクのアフロにカザールかけて／菅田将暉　作詞:菅田将暉　作曲：柴田隆浩
- 7.1oz／菅田将暉　作詞:菅田将暉、柴田隆浩　作曲・編曲:柴田隆浩
  - Ba.イガラシ(ヒトリエ) Dr.タイチ(爆弾ジョニー) Gt.カニユウヤ(突然少年)
- ころあるき／田所あずさ　作詞・作曲：柴田隆浩　編曲：山本陽介
  - Ba.中村泰造 Dr.かどしゅんたろう Gt.山本陽介
- ころあるこ。／田所あずさ　作詞・作曲：柴田隆浩　編曲：神田ジョン(PENGUIN RESEARCH)
- 君のこと／中山美穂　作詞：柴田隆浩、渡邉美佳　作曲：柴田隆浩　編曲：高田漣
- 光れ／始発待ちアンダーグラウンド　作詞・作曲：柴田隆浩
- 声／ロク from PhatSlimNevaeh　作詞・作曲・編曲：柴田隆浩
  - Ba.イガラシ(ヒトリエ) Dr.タイチ(爆弾ジョニー) Gt.カニユウヤ(突然少年)、柴田隆浩
- わたしは部屋充／のん　作詞・作曲：柴田隆浩
  - Ba.イガラシ(ヒトリエ) Dr.タイチサンダー(爆弾ジョニー)
  - Lead Gt.キョウスケ(爆弾ジョニー) Rhythm Gt.のん
- この日々よ歌になれ／のん　作詞・作曲：柴田隆浩
  - Ba.イガラシ(ヒトリエ) Dr.タイチ(爆弾ジョニー)
  - Lead Gt.カニユウヤ(突然少年) Rhythm Gt.柴田隆浩
- AもBも／クロちゃんバンド feat. 7ORDER 作詞：#たしかに / 作曲：柴田隆浩

## タイアップ一覧
| 起用年 | 曲名                                                               | タイアップ先                                                                                    |
| ------ | ------------------------------------------------------------------ | ----------------------------------------------------------------------------------------------- |
| 2011年 | CからはじまるABC                                                   | 日本テレビ系アニメ『逆境無頼カイジ 破戒録篇』エンディングテーマ                                 |
| 2011年 | サンキューアイラブユー世界                                         | アニメ『キメゾーの決まり文句じゃキマらねぇFeaturing サブ男』テーマ曲                            |
| 2011年 | この街には君がいない                                               | ジャックス「あなたの夢に応援歌」キャンペーン 10月応援歌                                         |
| 2013年 | この高鳴りをなんと呼ぶ                                             | 日本テレビ系『ハッピーMusic』POWER PLAY                                                         |
| 2013年 | 戦う時はひとりだ                                                   | マイナビバイトCMソング(替え歌ヴァージョン)                                                      |
| 2013年 | 戦う時はひとりだ                                                   | 麻雀スリアロチャンネル『The萩原リーグ』（第1シーズン）オープニングテーマ                        |
| 2013年 | 夜間飛行                                                           | 日本テレビ系アニメ『はじめの一歩 Rising』オープニングテーマ                                     |
| 2014年 | 今夜いますぐに                                                     | 映画『日々ロック』挿入歌                                                                        |
| 2015年 | バンドやろうぜ                                                     | 麻雀スリアロチャンネル『The萩原リーグ』（第2シーズン）オープニングテーマ                        |
| 2016年 | 俺よ届け                                                           | 映画『何者』挿入歌                                                                              |
| 2016年 | まだ知らない世界                                                   | 映画『何者』挿入歌                                                                              |
| 2016年 | うつくしいひと                                                     | 映画『うつくしいひと』主題歌                                                                    |
| 2016年 | 世界であんたはいちばん綺麗だ                                       | 映画『黒い暴動』主題歌                                                                          |
| 2017年 | いいひとどまり                                                     | 予防医学のアンファー企業CMソング                                                                |
| 2017年 | スマートなんかなりたくない                                         | Honda原付キャンペーンCMソング                                                                   |
| 2017年 | マイナビバイトの歌 2017                                            | マイナビバイトCMソング                                                                          |
| 2017年 | 明日とかどうでもいい                                               | 映画『ポンチョに夜明けの風はらませて』主題歌                                                    |
| 2019年 | あいつロングシュート決めてあの娘が歓声をあげてそのとき俺は家にいた | メ～テレドラマ『ヴィレヴァン!』主題歌                                                           |
| 2019年 | みんなもともと精子                                                 | 映画『魔法少年☆ワイルドバージン』主題歌                                                         |
| 2020年 | ロックンロール体操                                                 | 日本機械学会学会紹介MOVIE                                                                       |
| 2020年 | 喜ばせたいんです                                                   | TOKYOMX 子ども未来応援 イメージソング                                                           |
| 2020年 | 喜ばせたいんです                                                   | UCC BLACK無糖 『#この気持ちは無添加です』WEBドラマ テーマソング                                 |
| 2020年 | 歌詞書けなすぎて、朝                                               | メ～テレドラマ『ヴィレヴァン！２～七人のお侍編～』主題歌                                        |
| 2021年 | これだから最近の若者は最高なんだ                                   | アコム CMソング                                                                                 |
| 2021年 | 牧場物語                                                           | Nintendo Switch用ソフト『牧場物語 オリーブタウンと希望の大地』CMソング 書下ろしオリジナルソング |
| 2022年 | くだらねえな                                                       | テレビ東京『闇芝居 十期』エンディングテーマ 書下ろし弾き語り楽曲                                |
| 2023年 | 知ってら                                                           | テレビ東京系ドラマ『シガテラ』エンディングテーマ                                                |
| 2024年 | そっか、自由か。                                                   | 映画『ベイビーわるきゅーれ ナイスデイズ』挿入歌                                                 |

## 主なライブ

### ワンマンライブ・主催イベント
- 2011年09月 - ワンマンライブ「慶応ボーイになりたい」

### ニコニコ生放送
- 2015年2月19日 - ニコ生初出演「ばかもののすべて」発売記念『全力中年』企画発動
- 2015年5月10日 - 忘れらんねえよ 全力中年第4弾 全力ドミノ8日間で6万個並べて日本記録達成〜最終日〜
- 2015年6月23日 - 忘れらんねえよの 犬人間TV 〜アルバム出るワン！〜生放送！！
- 2015年7月29日 - 忘れらんねえよ「犬にしてくれ2015」ワンマンツアー 独占生中継
- 2016年3月27日 - 忘れらんねえよ主催 ツレ伝ツアー2016 東京ファイナル公演 独占生中継
- 2016年10月03日 - 芦沢Munetto 特別編 忘れらんねえよ『俺よ届け』リリース記念SP番組～なんかもろもろ全部、届け！～
- 2017年3月12日 - 忘れらんねえよ 柴田 生出演 “おさんぽ型”音楽ライブ『忘れらんねえよ熊本』
- 2018年5月01日 - 忘れらんねえよ 10周年＆梅津卒業ワンマン『サンキュー梅ックス』
- 2018年12月24日 - 忘れらんねえよ柴田の クリスマスイブにぼっちでオール

### LINE LIVE
- 2017年9月14日 - 「さしめし」前半（萩原聖人との対談）
- 2017年9月15日 - 「さしめし」後半（萩原聖人との対談）
- 2017年9月22日 - みんなとはしご酒

## 連載
- 柴田コーヒー牛乳（月刊『音楽と人』）